# Václav (Pleš)
Osada Václav (německy Wenzelsdorf) stávala na okraji plešské náhorní planiny, v sedle mezi vrchy Velký a Malý Zvon. Po administrativní stránce spadala pod obec Pleš, dnes součást města Bělá nad Radbuzou v okrese Domažlice.

## Historie
Osada byla založena na konci 18. století na pozemcích vlastněných Václavem Kocem z Dobrše, po němž dostala své jméno. Před druhou světovou válkou se zde uvádí 61 stavení, po vysídlení německého obyvatelstva a vytvoření hraničního pásma v padesátých letech dvacátého století byla srovnána se zemí. Dnes se v jejích místech rozkládá opuštěný a chátrající areál Pohraniční stráže ze sedmdesátých let dvacátého století.

## Areál roty Václav
Areál byl vystavěn okolo roku 1965 po rozšíření hraničního pásma a ze začátku jej využívala armáda. Nejprve zde sídlil útvar VÚ 7495 radiotechnického praporu, později zřejmě radiotechnický prapor z Kladna (rota ČSLA). Bydleli zde vojáci z radiostanice na Zvonu. Prokazatelně zde žili ještě v roce 1975, po dokončení Zvonu se odstěhovali tam a objekt využívala 7. rota 2. praporu 9. brigády Pohraniční stráže. Tato rota původně sídlila v místech dnes již téměř zaniklé obce Pleš (proto nesla název rota Pleš) a objekt Václav využívala do svého zrušení po sametové revoluci. V roce 2008 přešly chátrající budovy do majetku Bělé nad Radbuzou.
Radiotechnický prapor z Kladna začal na rotě Václav působit od března 1974 minimálně do roku 1975. V této době se budovala věž na Velkém Zvonu.

## Obyvatelstvo
Při sčítání lidu v roce 1921 zde žilo 403 obyvatel, všichni německé národnosti. Všichni obyvatelé se hlásili k římskokatolické církvi.
| Rok            | 1869 | 1880 | 1890 | 1900 | 1910 | 1921 | 1930 | 1950 | 1961 | 1970 | 1980 | 1991 | 2001 | 2011 |
| -------------- | ---- | ---- | ---- | ---- | ---- | ---- | ---- | ---- | ---- | ---- | ---- | ---- | ---- | ---- |
| Počet obyvatel | 288  | 300  | 323  | 366  | 371  | 403  | 453  | –    | –    | –    | –    | –    | –    | –    |
| Počet domů     | 28   | 29   | 31   | 33   | 41   | 43   | 61   | –    | –    | –    | –    | –    | –    | –    |